# Lophonycta
Lophonycta là một chi bướm đêm thuộc họ Noctuidae.